# Церковь Святой Екатерины (Онфлёр)

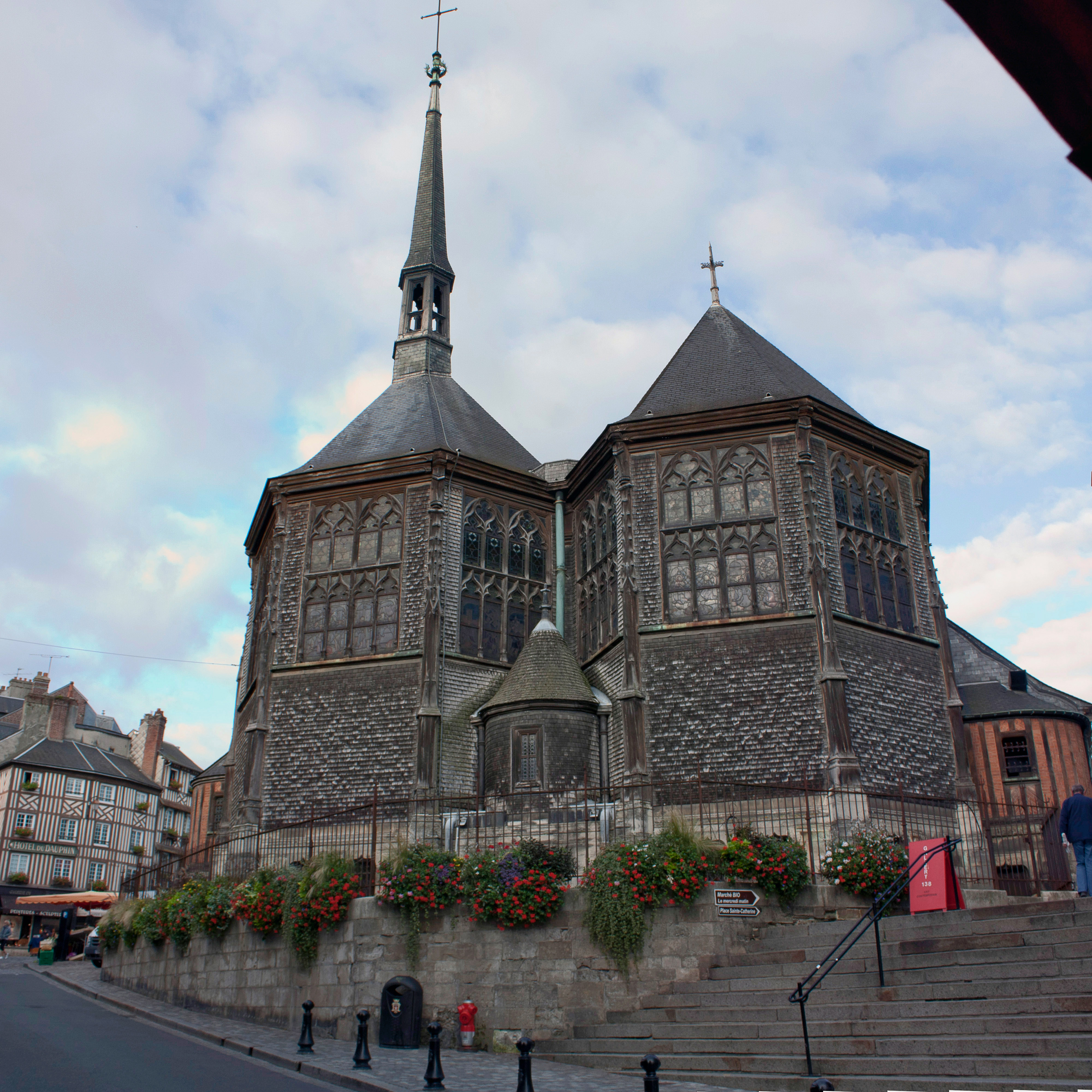

Церковь Святой Екатерины (фр. Église Sainte-Catherine de Honfleur) — деревянный храм в городе Онфлёр (Кальвадос).
Построенное в XV веке здание считается самой старой и самой большой деревянной церковью во Франции. Построена Церковь Святой Екатерины после Столетней войны, что интересно, на фундаменте старой каменной. Колокольня в целях пожарной безопасности была построена отдельно от церкви. Крыша церкви, частично покрытая черепицей из каштана, напоминает перевёрнутый корабль, символ того, что здание строили корабельщики. В XVI веке был достроен второй неф, своды которого были сделаны из дерева в готическом стиле. Новая часть церкви стала более округлой, уже не напоминая судно. Внутри храма находятся старинный орган, витражи XIX века и скульптуры святых.
В 1875 году церковь была признана национальным памятником Франции.